# Bogarra
Bogarra é um município da Espanha na província de Albacete, comunidade autónoma de Castilla-La Mancha, de área 166 km² com população de 1056 habitantes (2004) e densidade populacional de 6,36 hab./km².

## Demografia
| Variação demográfica do município entre 1991 e 2004 | Variação demográfica do município entre 1991 e 2004 | Variação demográfica do município entre 1991 e 2004 | Variação demográfica do município entre 1991 e 2004 |
| --------------------------------------------------- | --------------------------------------------------- | --------------------------------------------------- | --------------------------------------------------- |
| 1991                                                | 1996                                                | 2001                                                | 2004                                                |
| 1500                                                | 1448                                                | 1207                                                | 1164                                                |